# Juana Fe
JuanaFé es una banda musical chilena que mezcla ritmos populares latinoamericanos como la salsa y la cumbia con el jamaicano ska y la rumba. Es parte de las bandas de la nueva fusión latinoamericana que afloraron a mediados la primera década del siglo XXI, junto a agrupaciones como La Mano Ajena, Guachupé, Tizana y Chico Trujillo entre otras, conformando lo que se ha llamado nueva cumbia chilena. Sus temáticas apuntan a la vida barrial y la situación social y política del país.

## Historia
Surgidos de los barrios periféricos de Santiago a comienzos de 2004, la banda comenzó la fusión de ritmos populares dando nacimiento a lo que ellos mismos han llamado  afrorumba chilenera. Sus primeras presentaciones fueron en distintas poblaciones de los suburbios capitalinos. Ese mismo año, obtuvieron el FONDART (Fondo Nacional de Desarrollo de las Artes, dependiente del Ministerio de Educación de Chile), con el que grabaron su primer disco llamado Con los pies en el barrio. En 2007 lanzaron el disco Afrorumba chilenera, donde puede apreciarse el crisol de ritmos con que trabaja esta banda y que los llevó en 2008 a dos de los escenarios más importantes del país: los festivales del Huaso de Olmué y de la Canción de Viña del Mar.

## Discografía
Los álbumes de la banda son los siguientes:

### Álbumes de estudio
- 2005 - Con los pies en el barrio (Bolchevique Records)
- 2007 - Afro rumba chilenera (Sello Azul)
- 2010 - La makinita (Oveja Negra)
- 2015 - Parrilladas Vargas (La Makinita)
- 2016 -  Maleducao (La Makinita)
- 2019 -  Parrilladas Vargas Vol. 2 (La Makinita)

### Álbumes colectivos
- 2007 - Catedral en coma. Vol. 2 (Edición independiente)
- 2008 - Santiago caliente (Feria Music)
- 2009 - A morir con las cumbias (Oveja Negra)
- 2009 - Rumos (Edición extranjera)
- 2010 - Mi mujer favorita (Oveja Negra)
- 2010 - Arri'a de la pelota (Oveja Negra)
- 2011 - Mucho amor (Oveja Negra)
- 2012 - EP: el compilado (Edición independiente)